# Bränslepump

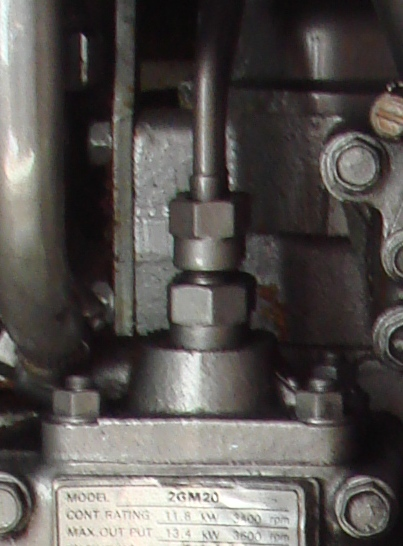
Bränslepump i en dieselmotor.

När självtryck saknas mellan en bränsletank och motorn matar en mekanisk eller elektrisk bränslepump bränsle, med rätt förmatningstryck, fram till motorns bränslesystem. Motorcyklar med högt placerade tankar, gräsklippare, mindre utombordsmotorer med påmonterad tank och elverk med inbyggd tank saknar ofta bränslepump eftersom bränslet "faller" ner till motorn genom självtryck. 
Dieselmotorer har alltid en bränslepump (matarpump).

## Mekaniska bränslepumpar
- Mekaniska bränslepumpar drivs direkt av motorns kamaxel via en mekanisk anordning som påverkar ett membran via en tryckfjäder och en returfjäder som trycker membranet tillbaka. Membranet varierar volymen i en kammare och med hjälp av ingående och utgående backventiler styrs bränsleflödet till förgasare eller insprutningssystem. När rätt tryck har uppnåtts ger tryckfjädern efter och pumpen slutar mata. I anslutning till denna typ av mekaniska bränslepump brukar det regelmässigt sitta ett bränslefilter och en vattenavskiljare.
- Dieselmotorernas bränslepump kallas även för matarpump. I dieselmotorer sitter matarpumpen i regel på insprutningspumpen. Dessa matarpumpar består av en kolv med backventiler och har ett relativt högt matartryck. Bränslet matas konstant till insprutningspumpen där en överströmningsventil gör att bränslet inte fortsätter att matas när matartrycket har uppnåtts. När överströmningsventilen öppnar matas bränslet i retur till bränsletanken. Innan dieselbränslet når bränslepumpen/matarpumpen filtreras bränslet genom en vattenavskiljare och ett grovfilter. Efter bränslepumpen filtreras dieseln genom ett finfilter (i regel två) innan bränslet når insprutningspumpen.

Mekaniska bränslepumpar som sitter nära motorn (och långt från tanken) är alltid känsliga för läckage i tillströmningsledningen. Vid läckage sugs luft in i bränslesystemet med risk för motorstopp.
Mekaniska bränslepumpar är både gammalmodiga och otillräckliga för moderna motorers bränslesystem och är numera ersatta av elektriska bränslepumpar.

## Elektriska bränslepumpar
Elektriska bränslepumpar har samma uppgift som de mekaniska med skillnaden att de drivs elektriskt. Vid bensindrivna motorer brukar bränslepumpen placeras i anslutning till bensintanken. 